# St. Georg (Hailtingen)

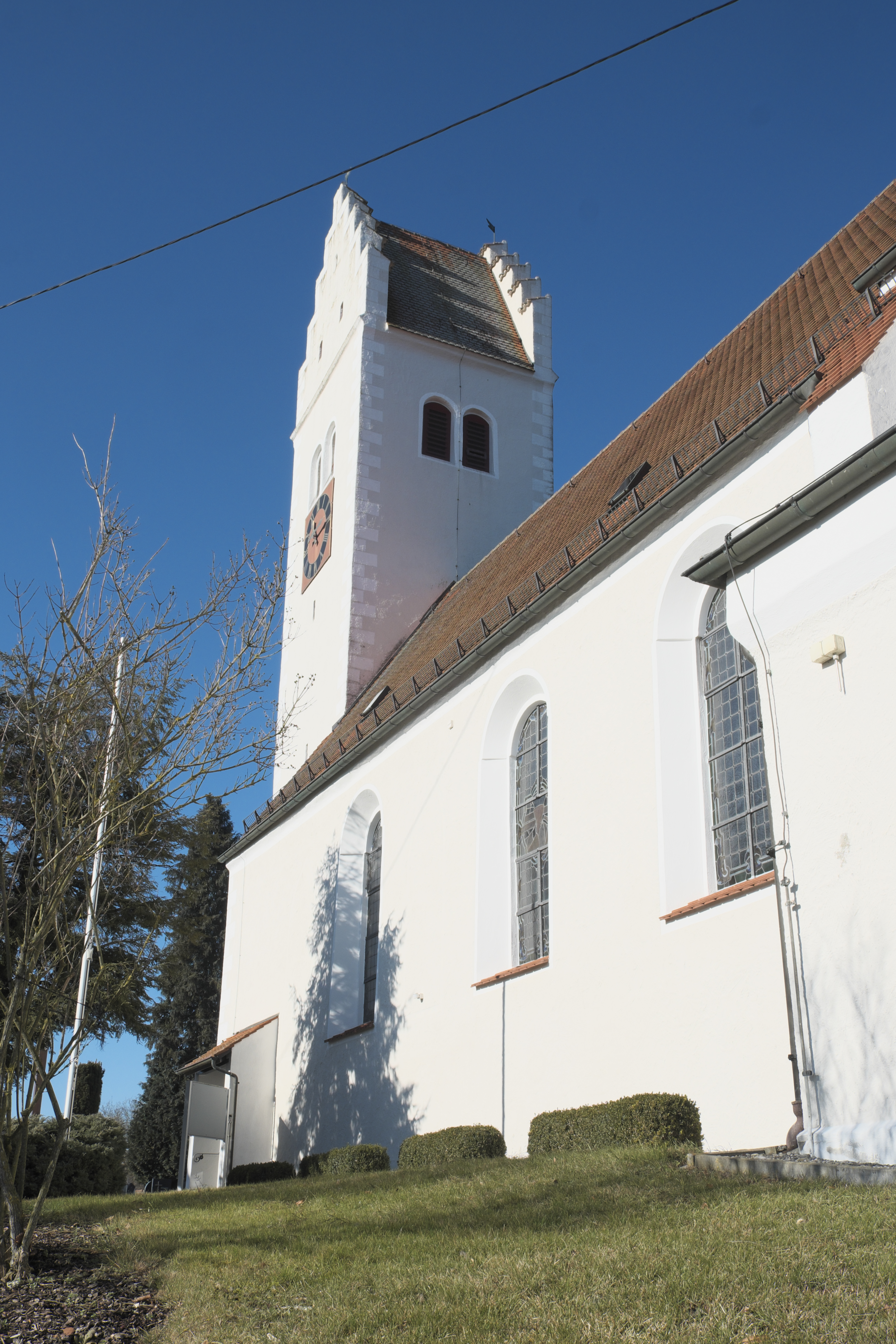
Pfarrkirche St. Georg

Die  katholische Pfarrkirche St. Georg in Hailtingen, einem Ortsteil von Dürmentingen im Landkreis Biberach in Baden-Württemberg, ist ein spätgotischer Kirchenbau aus dem 15. Jahrhundert, der in der Mitte des 18. Jahrhunderts im Stil des Spätbarock bzw. Rokoko umgestaltet wurde. Pfarrei und Kirche werden 1275 erstmals urkundlich erwähnt. Die dem heiligen Georg geweihte Kirche gehört heute zur Seelsorgeeinheit Ertingen im Dekanat Biberach der Diözese Rottenburg-Stuttgart.

## Architektur

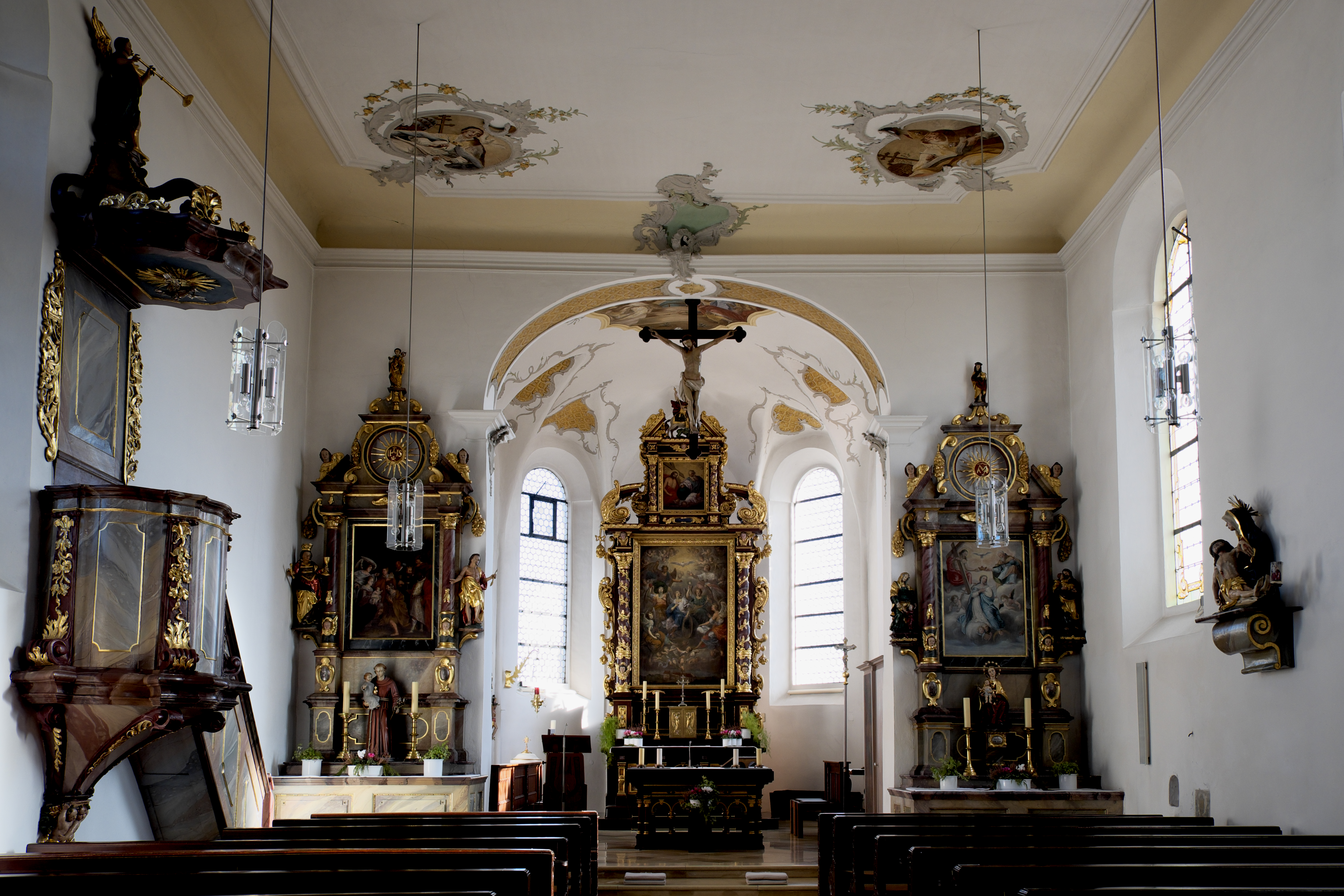
Innenraum

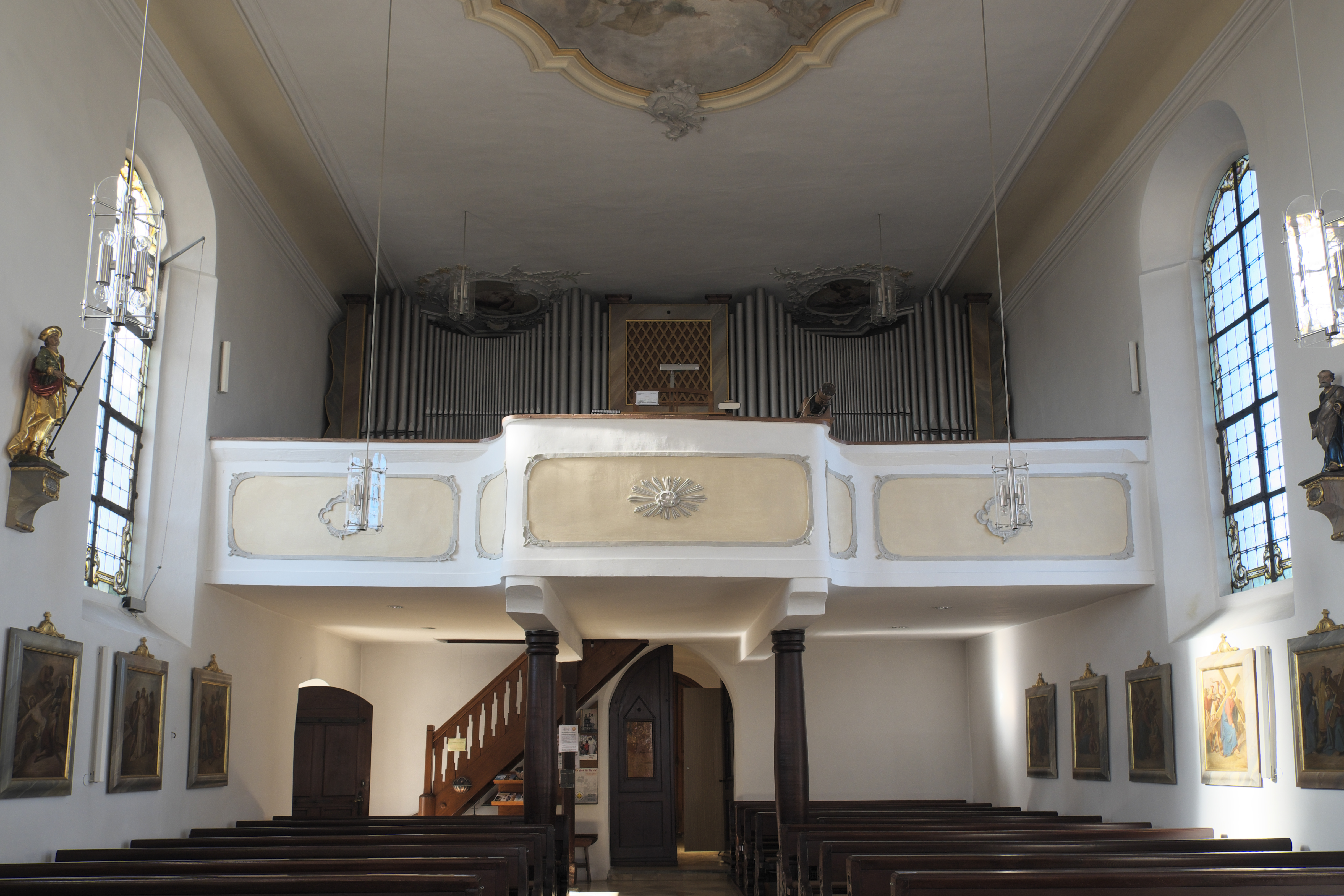
Empore

Vor der Westfassade steht der mächtige, mit einem Satteldach gedeckte Glockenturm, der von zwei Stufengiebeln bekrönt wird. Das Glockengeschoss wird auf allen vier Seiten von gekuppelten Klangarkaden durchbrochen.
Das einschiffige Langhaus ist flach gedeckt. Ein Rundbogen öffnet sich zum eingezogenen Chor, der von einer Stichkappentonne überspannt wird. Die Decken von Chor und Langhaus sind mit reichem Rokokostuck verziert und mit Deckenmalereien versehen. Den westlichen Abschluss des Langhauses bildet eine Empore, die auf Holzsäulen aufliegt und zu der eine hölzerne Treppe führt. Die Emporenbrüstung ist mit Stuckdekor verziert.

## Deckenmalereien

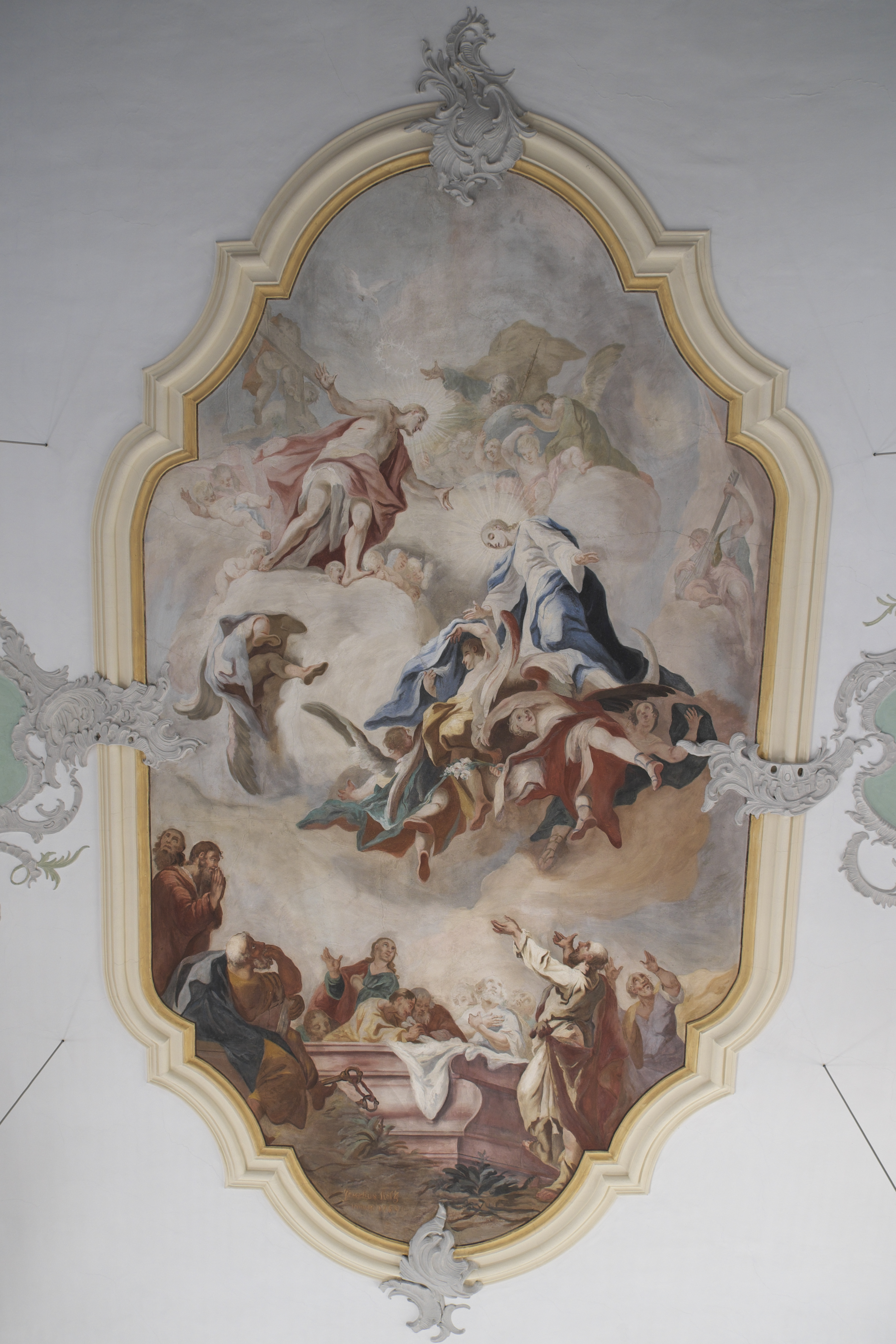
Deckenmalerei im Langhaus

Auf dem Deckengemälde im Chor ist Maria als Himmelskönigin dargestellt. Die Figuren am rechten unteren Rand verkörpern die vier Erdteile, die sich vor dem Kreuz und der Monstranz verneigen. Das Deckenbild des Langhauses ist ebenfalls Maria gewidmet, die von der Dreifaltigkeit in den Himmel aufgenommen wird. In den Stuckkartuschen sind die vier lateinischen Kirchenväter Ambrosius von Mailand, Augustinus von Hippo, Gregor der Große und Hieronymus dargestellt.

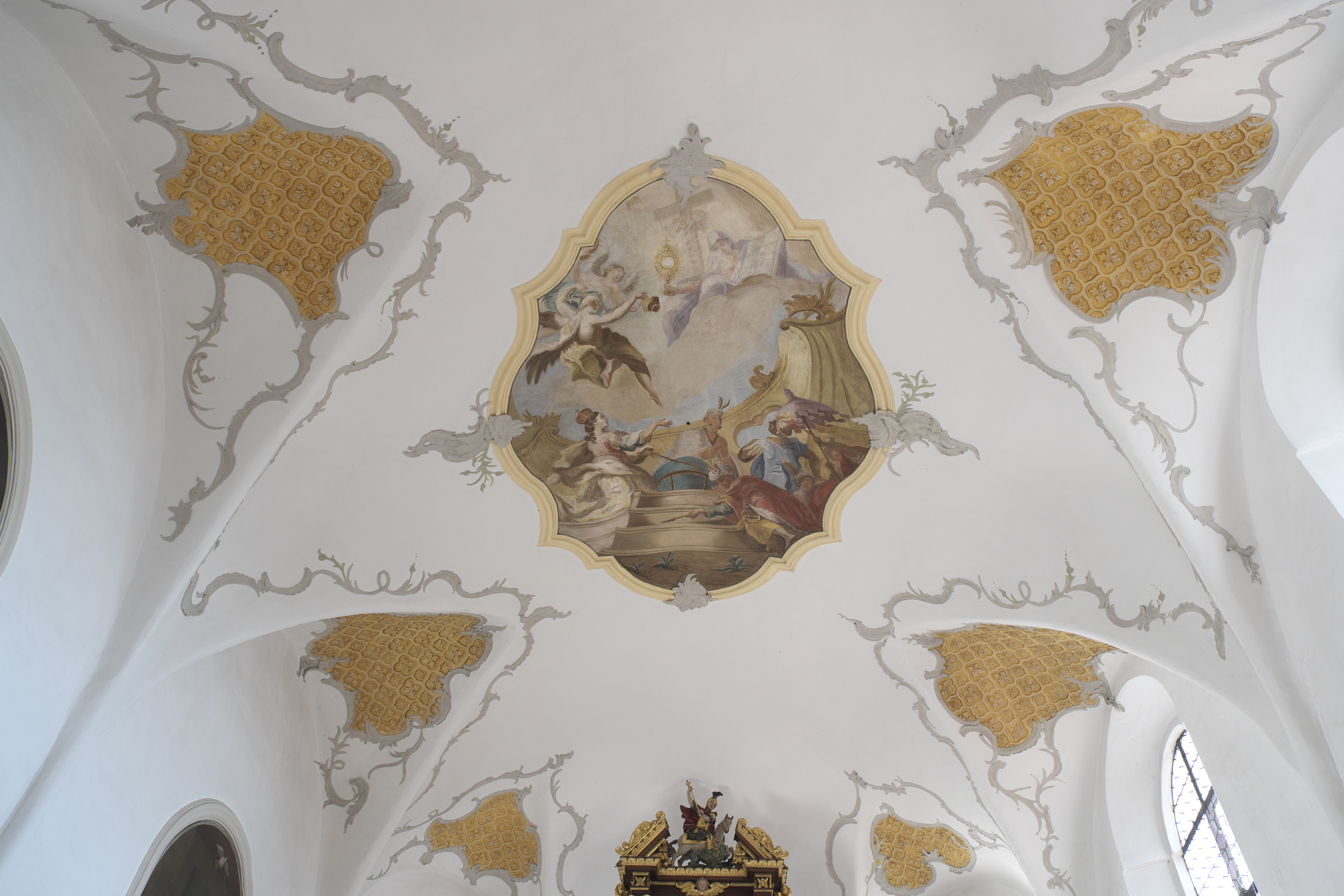
Chor mit Rokokostuck und Deckenmalerei
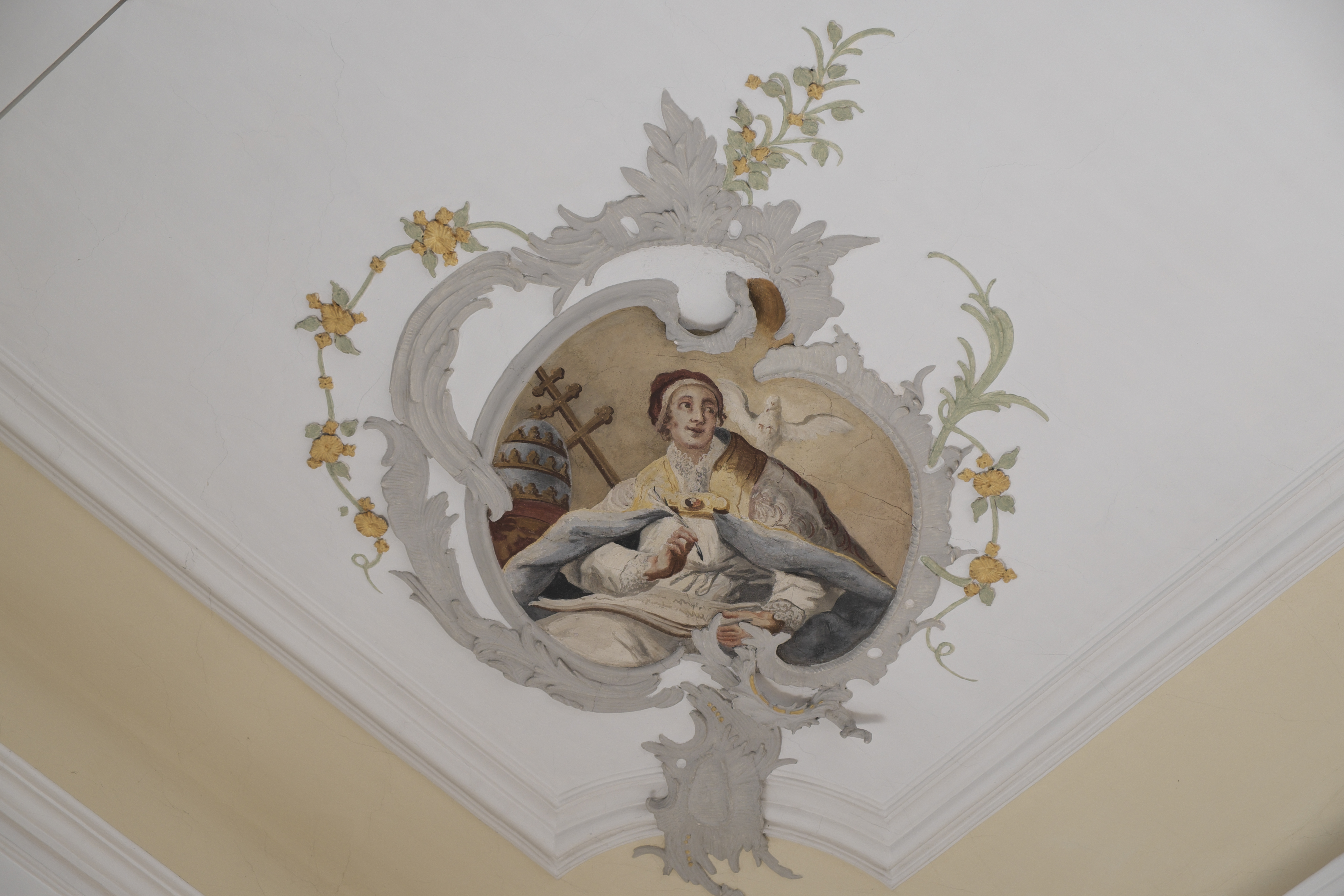
Gregor der Große
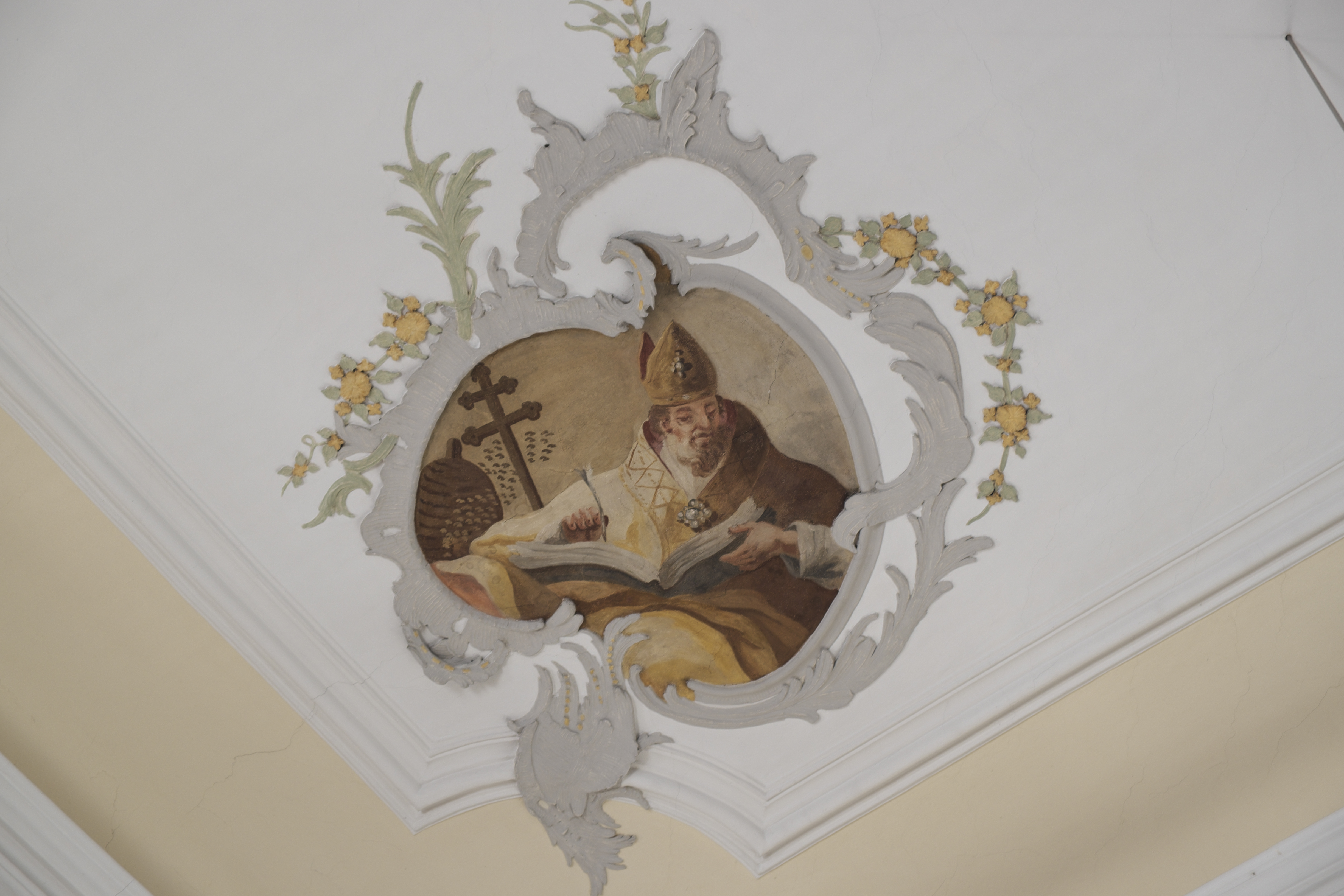
Ambrosius von Mailand

## Bleiglasfenster
Auf den beiden Bleiglasfenstern mit figürlichen Darstellungen sind die Märtyrerin Crescentia und der heilige Johannes Nepomuk dargestellt, der als Zeichen seines Schweigens einen Finger auf seine Lippen legt.

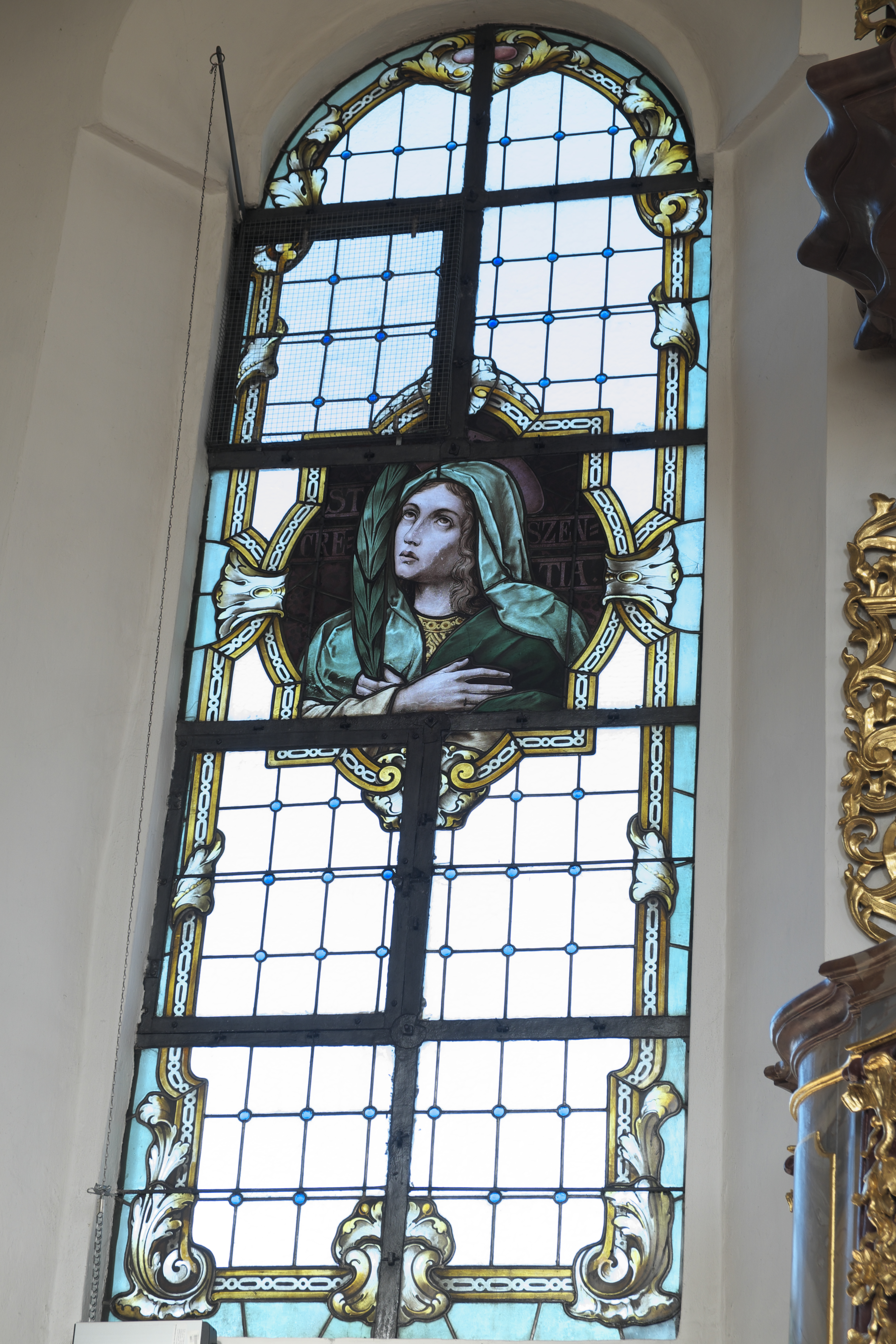
Heilige Crescentia
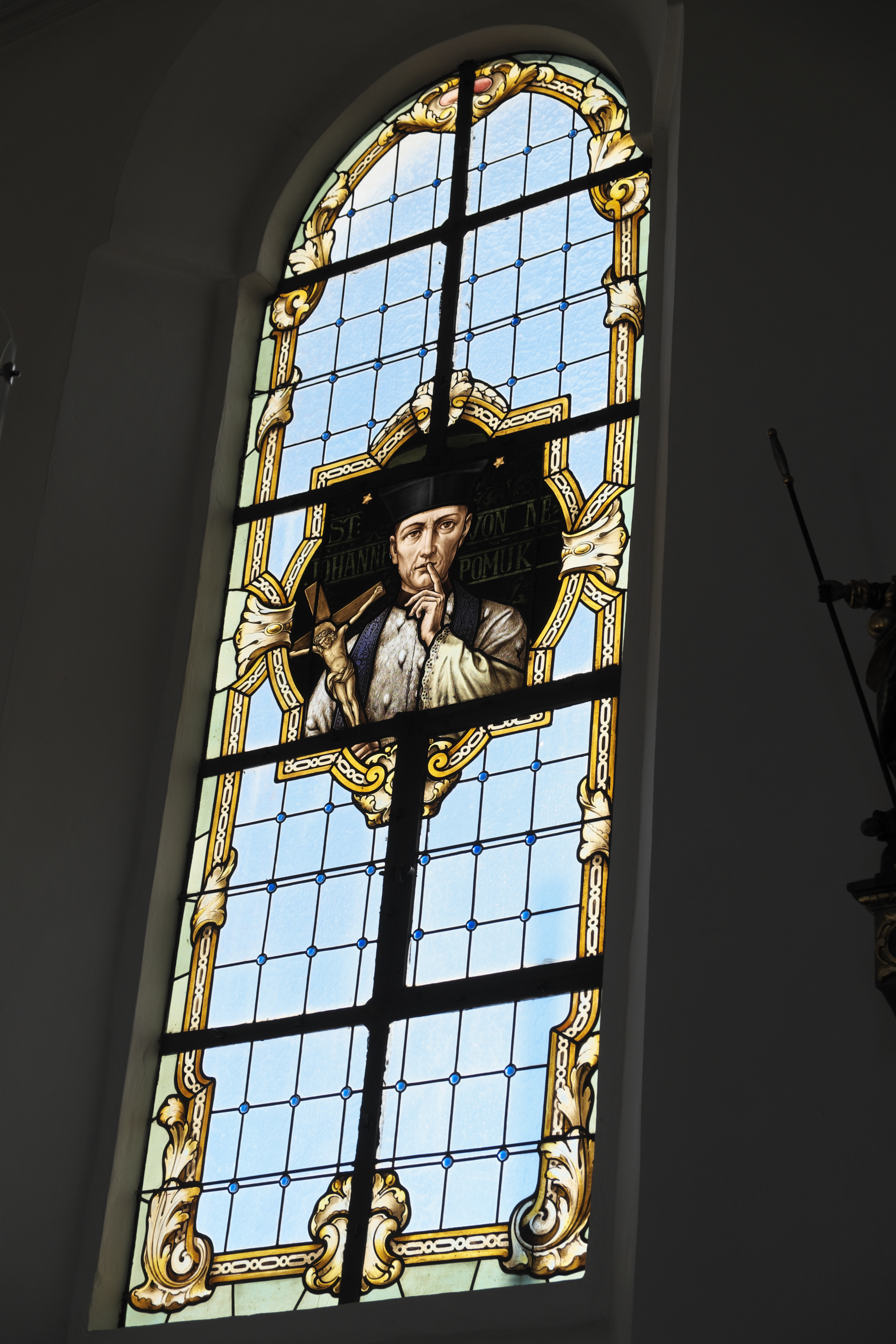
Johannes Nepomuk

## Ausstattung
- Die mit reichen Aufbauten versehenen Altäre sind Arbeiten aus der zweiten Hälfte des 17. Jahrhunderts. Sie standen ursprünglich in der ehemaligen Liebfrauenkirche in Ehingen. Auf dem linken Altarblatt ist die Anbetung der Anbetung der Heiligen Drei Könige dargestellt, auf dem rechten Altarbild die Marienkrönung und auf dem Hauptaltargemälde die Unbefleckte Empfängnis Mariens.
- Die barocke Kanzel stammt aus der Zeit um 1700.
- Die holzgeschnitzte Pietà wird um 1500 datiert.

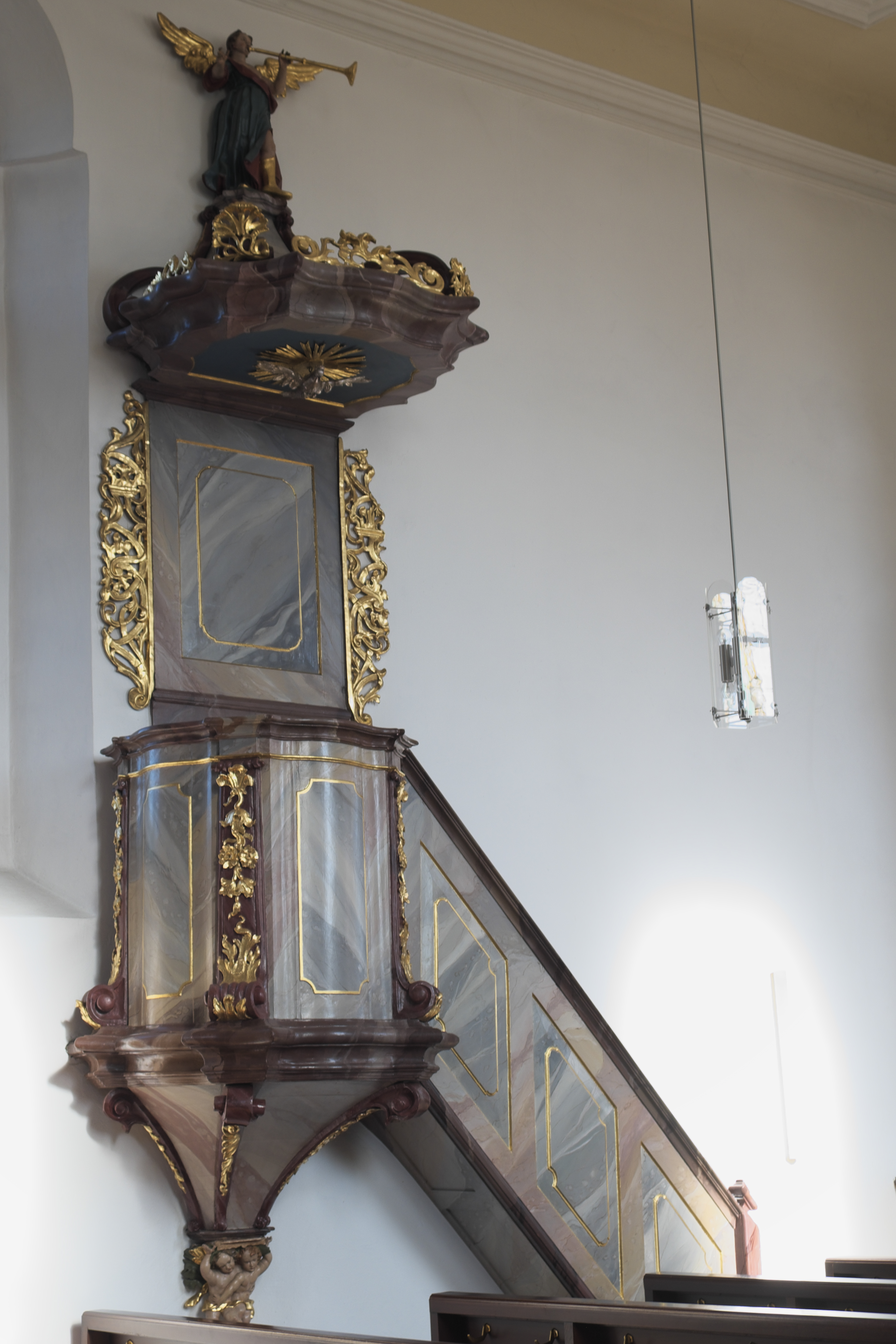
Kanzel
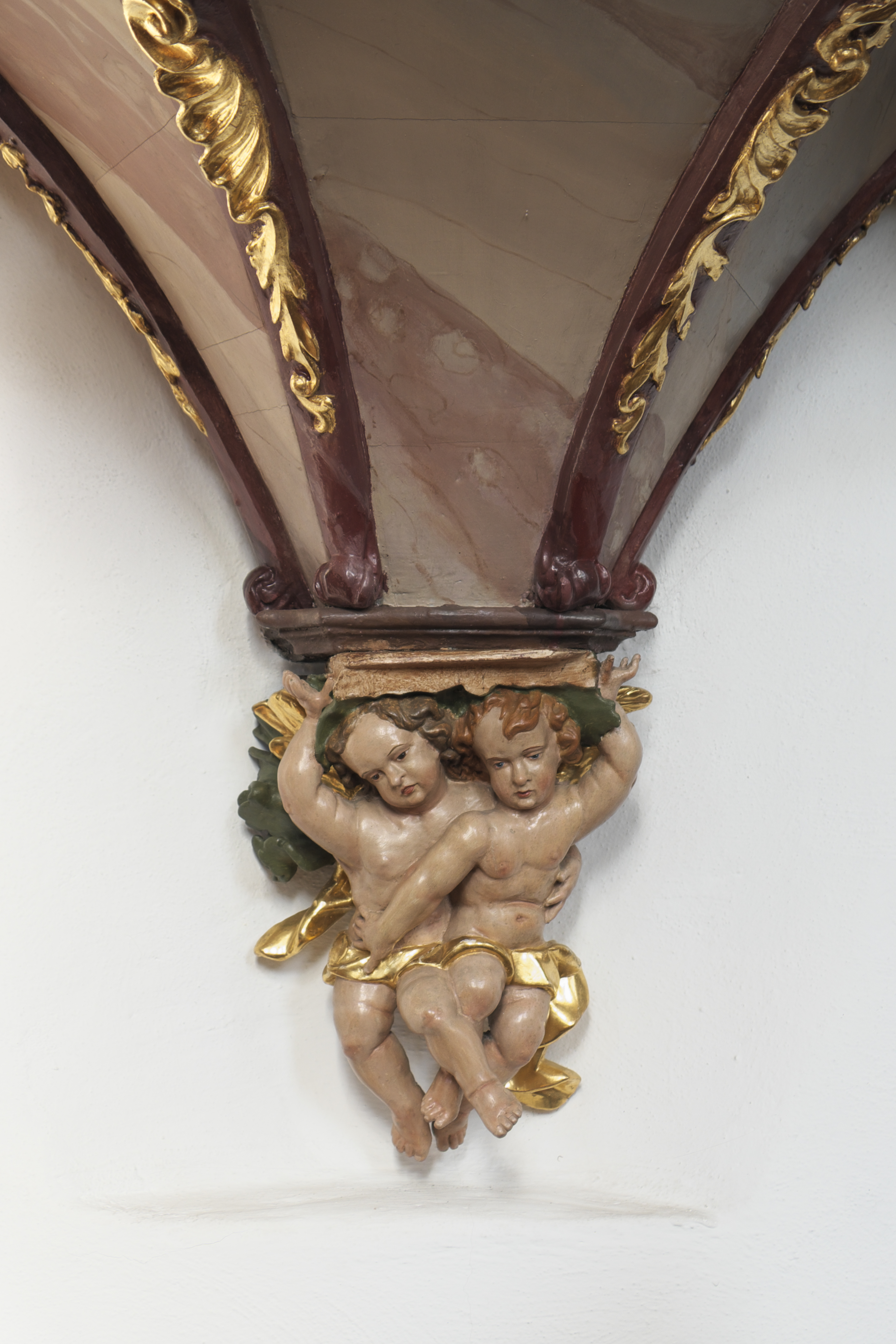
Engel unter dem Kanzelkorb
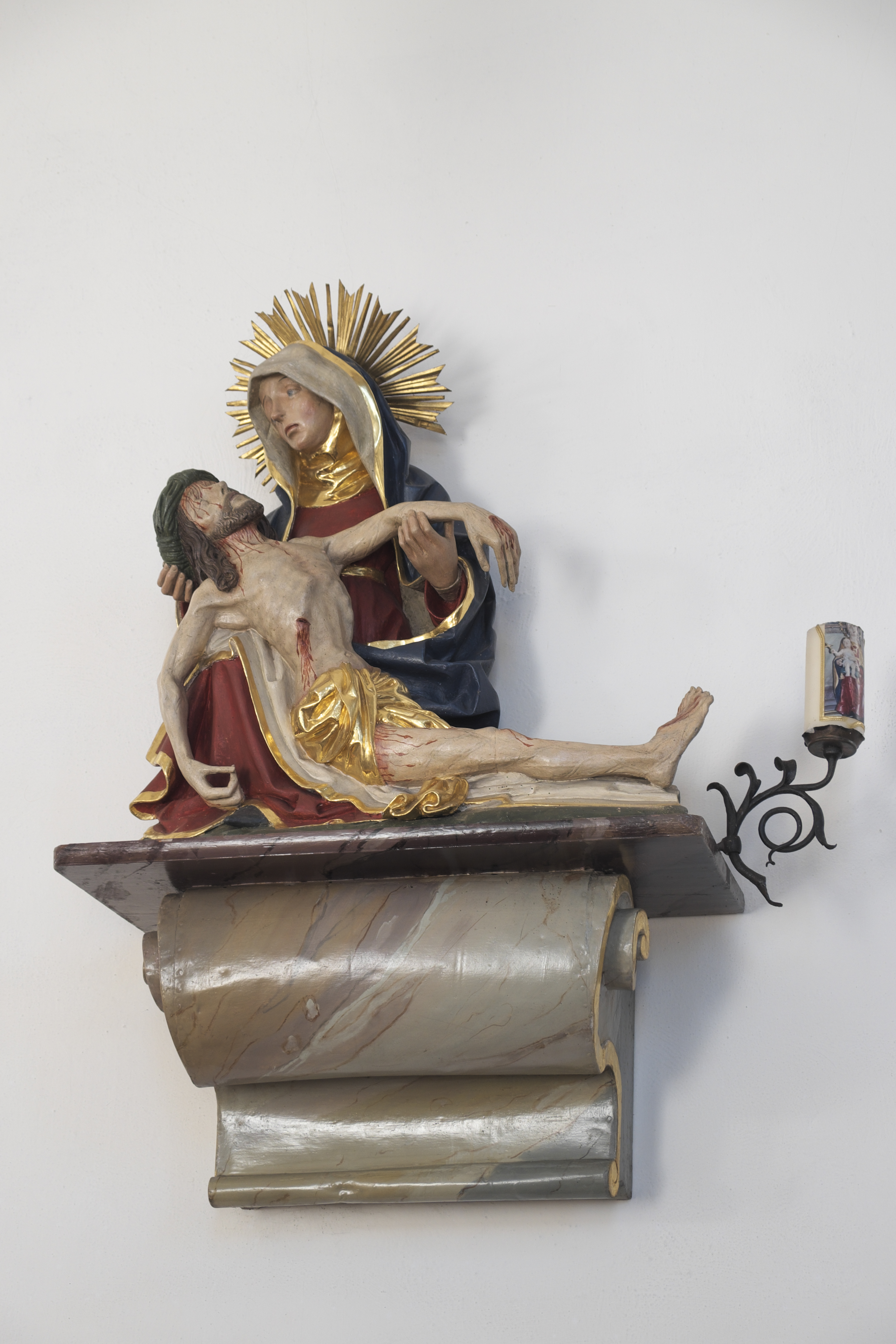
Pietà, um 1500